# Renheping (köpinghuvudort i Kina, Hubei Sheng, lat 30,10, long 111,24)
Renheping är en köpinghuvudort i Kina. Den ligger i provinsen Hubei, i den centrala delen av landet, omkring 300 kilometer väster om provinshuvudstaden Wuhan. Antalet invånare är 18 879. Befolkningen består av 9 010 kvinnor och 9 869 män. Barn under 15 år utgör 11,0 %, vuxna 15-64 år 71 %, och äldre över 65 år 16,0 %.
Runt Renheping är det tätbefolkat, med 319 invånare per kvadratkilometer. Närmaste större samhälle är Yuyangguan, 18,0 km nordväst om Renheping. I omgivningarna runt Renheping växer i huvudsak blandskog.
Genomsnittlig årsnederbörd är 1 411 millimeter. Den regnigaste månaden är maj, med i genomsnitt 211 mm nederbörd, och den torraste är december, med 16 mm nederbörd.